# Counting the Days (canción)
«Counting the Days» será el segundo sencillo del quinto álbum de Good Charlotte, Cardiology, para ser lanzado el 2 de noviembre de 2010. 
El sencillo no tiene fecha oficial para ser lanzado. El 16 de agosto de 2010, la banda lanzó la canción en su canal de YouTube. La banda le prometió a los fanes que sí el vídeo "Like It's Her Birthday" recibía más de 100 000 vistas, postearían una nueva canción del álbum, y después de publicar eso anunciaron que sería el segundo sencillo del álbum.